# Труппфюрер
Труппфюрер (нем. Truppführer) — звание в СА, НСКК, НСФК, ( СС до 1934 год.) которое существовало с 1930 по 1945 год.
Звание труппфюрер СА соответствовало оберфельдфебель в вермахте. Изначально звание труппфюрер СА было старшим по отношению к званию шарфюрер СА, однако в 1932 году было введено новое звание — обершарфюрер СА, которое и стало младшим по отношению к званию труппфюрер.
Труппфюрер СА обычно занимал должность унтер-офицера взвода СА в составе роты.
Между 1930 и 1934 годами звание труппфюрер использовалось и в СС, но было упразднено после Ночи длинных ножей, когда труппфюрер СС стал называться обершарфюрер СС.